# (3571) Milanštefánik
(3571) Milanštefánik – planetoida należąca do zewnętrznej części pasa głównego asteroid okrążająca Słońce w ciągu 7 lat i 312 dni w średniej odległości 3,95 j.a. Została odkryta 15 marca 1982 roku w Obserwatorium Kleť w pobliżu Czeskich Budziejowic przez Antonína Mrkosa. Nazwa planetoidy pochodzi od Milana Rastislava Štefánika (1880-1919), słowackiego astronoma i meteorologa. Przed nadaniem nazwy planetoida nosiła oznaczenie tymczasowe (3571) 1982 EJ.